# A mi manera (álbum de Colette)
A mi manera es el primer álbum de estudio debut de la cantante mexicana Colette. Fue lanzado por Sony BMG la fecha del 25 de enero de 2007. 
El álbum recopila 19 temas interpretados en el reality La Academia, fue producido por Azteca Music bajo el respaldo de Sony BMG en México, incluye 14 presentaciones en el reality en formato DVD.
Se colocó como uno de los 100 discos más vendidos durante 2007.

## Lista de canciones
| N.º de la Canción | Título                  | Autores                    | Duración |
| ----------------- | ----------------------- | -------------------------- | -------- |
| 01                | Señora                  | (Manuel Alejandro)         | 3:55     |
| 02                | Canalla                 |                            | 4:15     |
| 03                | Aire                    |                            | 4:01     |
| 04                | El amor coloca          |                            | 3:28     |
| 05                | A mi manera             | (Frank Sinatra)            | 3:57     |
| 06                | Arrasando               | (Thalía y Emilio Estefan)  | 4:01     |
| 07                | Ahora que soy libre     |                            | 3:57     |
| 08                | ¿A quién le importa?    |                            | 3:46     |
| 09                | Se me olvidó otra vez   | (Alberto Aguilera Valadéz) | 3:10     |
| 10                | Desde la oscuridad      | (Gloria Estefan)           | 3:58     |
| 11                | Mudanzas                |                            | 3:23     |
| 12                | Ven conmigo             |                            | 3:12     |
| 13                | Fue un placer conocerte | (Alberto Aguilera Valadéz) | 3:02     |
| 14                | Vive                    | (José María Napoleón)      | 3:35     |
| 15                | Como tú                 |                            | 3:00     |
| 16                | Oye mi canto            | (Gloria Estefan)           | 4:04     |
| 17                | Como un ola             |                            | 3:02     |
| 18                | La cima del cielo       | (Ricardo Montaner)         | 4:15     |
| 19                | Malo                    |                            | 3:39     |